# Franz Weber (Fotograf)
Franz Weber (* 24. April 1898; † 19. Februar 1984) war ein Fotograf.

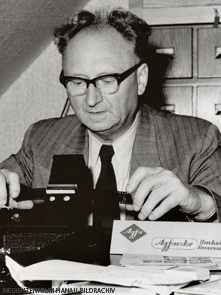
Franz Weber

## Leben
Franz Weber besuchte zunächst das Lehrerseminar und nahm anschließend am Ersten Weltkrieg teil. Anschließend war er unter anderem an der Bezirksschule I, der heutigen Pestalozzi-Schule in Hanau tätig. 1928 wurde er in Hanau mit dem Aufbau eines Fotoarchivs für den Schulunterricht beauftragt. Dies war zugleich der Ausgangspunkt für die „Bildstelle Hanau“, die zunächst in städtischer Trägerschaft, dann vom Main-Kinzig-Kreis und heute vom Stadtarchiv Hanau geführt wird. Seit 1934 leitete Franz Weber die Einrichtung bis zu seiner Pensionierung 1967. Hier archivierte er in großer Zahl Fotografien (heute) historischer Ansichten, die eine wichtige Quelle für die lokale und regionale historische Forschung sind. Davon hervorzuheben sind besonders zwei Bestände, die Franz Weber geschaffen hat:
- Die Dokumentation der Verbringung jüdischer Bürger in die Konzentrations- und Vernichtungslager am Hanauer Hauptbahnhof am 30. Mai 1942. Da fotografische Aufnahmen von Deportationen sehr selten sind, die Serie von Franz Weber wahrscheinlich die umfangreichste ist, die eine Deportation im Bild festhält, haben die Aufnahmen eine weite nationale und internationale Verbreitung erfahren. In der Regel werden diese Bilder immer reproduziert, wenn es gilt, diese Verbrechen zu illustrieren.
- Seine noch 1944 erstellte Dokumentation der historischen Gebäude aus dem Mittelalter und der Frühen Neuzeit und der Ansichten der Stadt Hanau, in fotografisch höchster Qualität. Diese Gebäude wurden bei dem Luftangriff auf Hanau am 19. März 1945 im Zweiten Weltkrieg nahezu komplett vernichtet. Die Fotografien ermöglichten nach dem Weltkrieg eine retrospektive Darstellung des Verlorenen.[1] Auch dokumentierte Franz Weber die Zerstörungen nach den Luftangriffen fotografisch.

Franz Weber starb am 19. Februar 1984 und wurde auf dem Hauptfriedhof Hanau bestattet.